# New Quay
New Quay (velšsky Ceinewydd) je pobřežní město v hrabství Ceredigion ve Walesu ve Spojeném království.
V letech 1944–1945 zde žil básník Dylan Thomas a později v okolí města byl natáčen film Na hraně lásky.
V roce 2001 zde žilo 1 200 obyvatel.